# Балка Молодецька (притока Вовчої)
Балка Молодецька (рос. б. Молодецкая; Б. Сасина) — балка (річка) в Україні у Синельниківському районі Дніпропетровської області. Права притока річки Вовчої (басейн Дніпра).

## Опис
Довжина балки приблизно 4,73 км, найкоротша відстань між витоком і гирлом — 4,47  км, коефіцієнт звивистості річки — 1,06 . Формується декількома балками та загатами.

## Розташування
Бере початок на південній стороні від села Діброва. Тече переважно на південний схід через село Великомихайлівку і впадає у річку Вовчу, ліву притоку річки Самари.

## Цікаві факти
- У XIX столітті на балці біля гирла існувало багато вітряних млинів[2], а у XX столітті — газголдер та газова свердловина[1].